# Bathyplectes balearicus
Bathyplectes balearicus är en stekelart som först beskrevs av Joseph Kriechbaumer 1894.  Bathyplectes balearicus ingår i släktet Bathyplectes och familjen brokparasitsteklar. Inga underarter finns listade.